# MUSCAT GROUP
株式会社MUSCAT GROUP（マスカットグループ、英：MUSCAT GROUP, Inc.）は、東京都渋谷区に本社を置く、自社ブランド・メーカーを運営する「ブランドプロデュース領域（自社ブランド事業）」とマーケティング支援を提供する「ブランドパートナー領域」を展開する日本の企業。

## 概要
現代表取締役の大久保遼が、2016年に株式会社ライスカレー製作所として創業。創業以来、SNSマーケティング支援事業を中核事業としてきたが、オーラル美容ブランドの「MiiS」の展開をきっかけにブランドプロデュース事業も展開。2024年6月に株式会社ライスカレーとして東証グロース上場、2025年7月より現在の株式会社MUSCAT GROUPに商号を変更。MUSCAT GROUPの傘下には、株式会社WinC（MiiS, MOVE.eBike,等自社ブランド運営）、株式会社松村商店（ロコネイル等自社ブランド運営, OEM・ODM）、株式会社ライスカレープラス（顧客向けマーケティングソリューションの提供）があり、これらで構成される企業集団「MUSCAT GROUP」の中核会社かつ持株会社である。

## 沿革
- 2016年4月 株式会社ライスカレーを創業
- ハイブリッド型Instagramアカウント運用支援サービス「オードブル」提供開始
- 2019年5月	国内最大級の韓国情報コミュニティ『Honeycomb-KOREA-（ハニカムコリア）』運用開始
- 2020年3月	レビュー型美容情報コミュニティ『MiiLabo（ミーラボ）』運用開始
- 2021年7月	オーラル美容コミュニティブランド『MiiS』 オープン
- 2021年12月 本社オフィスを東京都渋谷区の渋谷マークシティに移転
- 2022年4月	株式会社パスチャーの株式を100%取得して完全子会社化、その後、株式会社ライスカレーへ吸収合併
- 2022年7月	株式会社RiLiの株式を100%取得して完全子会社化
- 2024年3月	株式会社MUSCAT GROUPの連結子会社「株式会社WinC」が展開するオーラル美容コミュニティブランド『MiiS』がプロデュースするデンタルクリニック『Mii DENTAL STUDIO』を東京都港区北青山にオープン
- 2024年6月	東京証券取引所グロース市場へ新規上場
- 2024年8月	簡易新設分割により子会社「株式会社WinC」を設立
- 株式会社HADOよりバーチャルインフルエンサー事業を譲受
- 2024年10月 株式会社松村商店の全株式を取得し連結子会社化
- 2024年11月 MOVE株式会社の全株式を取得し連結子会社化
- 2025年7月	株式会社ライスカレーから株式会社MUSCAT GROUPへ社名変更

## 受賞・栄誉
Technology Fast50 2024 Japan
- 2025年1月 - デロイトトーマツが世界規模で開催しているTMT業界における成長企業を表彰する国毎のランキングプログラムの日本版である「Technology Fast 50」に株式会社ライスカレーが35位に選出。[1]